# Twierdzenie Lévy’ego-Craméra

## Twierdzenie
Niech {\displaystyle (F_{n})_{n\in \mathbb {N} }} będzie ciągiem dystrybuant, a {\displaystyle (\varphi _{n})_{n\in \mathbb {N} }} będzie ciągiem odpowiadających im funkcji charakterystycznych. Ciąg {\displaystyle (\varphi _{n})_{n\in \mathbb {N} }} jest punktowo zbieżny do ciągłej w zerze funkcji {\displaystyle \varphi } wtedy i tylko wtedy, gdy ciąg {\displaystyle (F_{n})_{n\in \mathbb {N} }} jest słabo zbieżny do pewnej dystrybuanty {\displaystyle F.} Dodatkowo, {\displaystyle \varphi } jest wówczas funkcją charakterystyczną dystrybuanty {\displaystyle F.}

## Wniosek
Na mocy powyższego twierdzenia można sformułować wniosek, że ciąg dystrybuant {\displaystyle (F_{n})_{n\in \mathbb {N} }} jest słabo zbieżny do dystrybuanty {\displaystyle F} wtedy i tylko wtedy, gdy
{\displaystyle \lim _{n\to \infty }~\int \limits _{\mathbb {R} }~g(x)dF_{n}(x)=\int \limits _{\mathbb {R} }~g(x)dF(x)}
dla każdej ograniczonej funkcji ciągłej {\displaystyle g.}